# Artur Nogueira

Vị trí của Artur Nogueira trong bản đồ bang São Paulo

Artur Nogueira là một đô thị ở bang São Paulo, Brasil. Artur Nogueira có dân số (năm 2007) là 39.457 người, diện tích là 177,752 km², mật độ dân số 243,8 người/km². Đô thị này nằm ở độ cao 588 m, cách thủ phủ bang São Paulo 150 km. Artur Nogueira nằm ở khu vực khí hậu cận nhiệt đới. Theo điều tra năm 2000, Artur Nogueira có:
- Tổng dân số 33.124 người, trong đó, dân số thành thị: 30.464, nông thôn: 2660 người.
- Nam giới: 16.615, nữ giới: 16.509 người.
- Mật độ dân số 186,3 người/km².
- Tuổi thọ bình quân: 73,04 năm.
- Tỷ lệ trẻ dưới 1 tuổi tử vong (trên 1 triệu): 12,65
- Tỷ lệ biết đọc biết viết: 90,91% dân số.
- Chỉ số phát triển con người: 0,796
- Tỷ lệ sinh (trẻ/bà mẹ): 2,07

Đô thị này giáp các đô thị: Cosmópolis, Engenheiro Coelho, Holambra, Limeira và Moji-Mirim